# 自然のいえ
自然のいえ（しぜんのいえ）は、吉本興業東京本社（東京吉本、厳密には子会社のよしもとクリエイティブ・エージェンシー）所属していたお笑いコンビ。2010年7月末解散。

## メンバー
三浦唯歌
みうら ゆか、1982年5月12日 -
山形県鶴岡市生まれ。
立ち位置は右。
中ホンマン
本名:松本直樹（まつもと なおき）、1980年4月7日 -
福岡県北九州市生まれ。
立ち位置は左。

## 来歴
- 三浦が同期の中を誘う形でコンビを結成。
- 芸風は漫才を行っていた。普段から暗めの三浦にちょっかいだす中を三浦が藁人形で呪うと言うもの。藁人形を出して三浦は喋っている間は時間を止めて呪っていると言う設定の為、中は膠着状態を取っていた。

## 出演
- あらびき団（TBS）
- 爆笑レッドシアター（フジテレビ、2009年4月29日） - 「ホワイトシアター」に登場
- 爆笑ホワイトカーペット（フジテレビ、2009年10月3日） - キャッチコピーは『笑いと呪いの境界線』
- やりすぎコージー（テレビ東京、2010年6月14日）‐（三浦のみ）